# SC Beira-Mar
A Sport Clube Beira-Mar egy portugál labdarúgóklub, melynek székhelye Aveiróban található. Hazai mérkőzéseiket az Estádio Municipal de Aveiroban játsszák. A stadion 30 127 fő befogadására alkalmas. A klub hivatalos színei a sárga-fekete.

## Történelem
A klubot 1922-ben alapították. Az első osztályba 39 évvel később sikerült először feljutniuk. Az 1976–77-es szezonban a portugál labdarúgás történetének egyik legismertebb játékosa Eusébio is játszott a csapatban.
1999-ben megnyerték a portugál kupát, ennek köszönhetően indulhattak az UEFA-kupa 1999–2000-es kiírásában, ahol a holland Vitesse együttesével találkoztak és 2–1-es összesítéssel kiestek.

## Sikerlista
- Portugál kupa (1): 1998–99
- Portugál másodosztályú bajnok (2): 2005–06, 2009–10

## Nemzetközi szereplés
| Szezon  | Kupasorozat | Forduló | Nemzet    | Ellenfél | Hazai | Vendég | Össz. |
| ------- | ----------- | ------- | --------- | -------- | ----- | ------ | ----- |
| 1999–00 | UEFA-kupa   | 1.      | Hollandia | Vitesse  | 1–2   | 0–0    | 1–2   |